# Alison Williamson
Alison Jane Williamson (Melton Mowbray, 3 de noviembre de 1971) es una deportista británica que compitió en tiro con arco, en la modalidad de arco recurvo.
Participó en seis Juegos Olímpicos de Verano, entre los años 1992 y 2012, obteniendo una medalla de bronce en Atenas 2004, en la prueba individual, el octavo lugar en Barcelona 1992 (individual) y el cuarto en Pekín 2008 (equipo).
Ganó dos medallas en el Campeonato Mundial de Tiro con Arco al Aire Libre, en los años 1999 y 2007, y tres medallas en el Campeonato Europeo de Tiro con Arco al Aire Libre entre los años 1992 y 2006

## Palmarés internacional
| Juegos Olímpicos                 | Juegos Olímpicos   | Juegos Olímpicos  | Juegos Olímpicos |
| Año                              | Lugar              | Medalla           | Prueba           |
| -------------------------------- | ------------------ | ----------------- | ---------------- |
| 2004                             | Atenas (Grecia)    | Medalla de bronce | Individual       |
| Campeonato Mundial al Aire Libre |                    |                   |                  |
| Año                              | Lugar              | Medalla           | Prueba           |
| 1999                             | Riom (Francia)     | Medalla de plata  | Individual       |
| 2007                             | Leipzig (Alemania) | Medalla de bronce | Equipo           |
| Campeonato Europeo al Aire Libre |                    |                   |                  |
| Año                              | Lugar              | Medalla           | Prueba           |
| 1992                             | La Valeta (Malta)  | Medalla de plata  | Individual       |
| 2004                             | Bruselas (Bélgica) | Medalla de plata  | Individual       |
| 2006                             | Atenas (Grecia)    | Medalla de oro    | Equipo           |